# Wuzetka

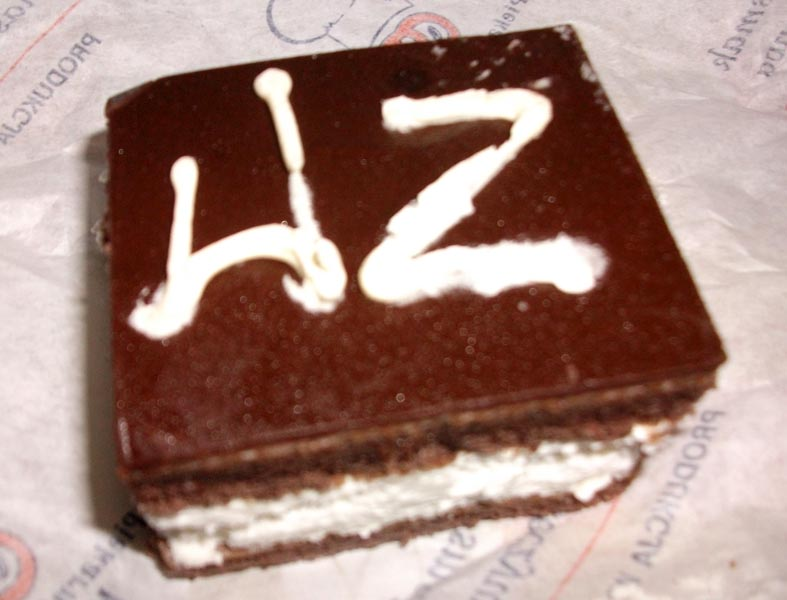
một mảnh của Wuzetka

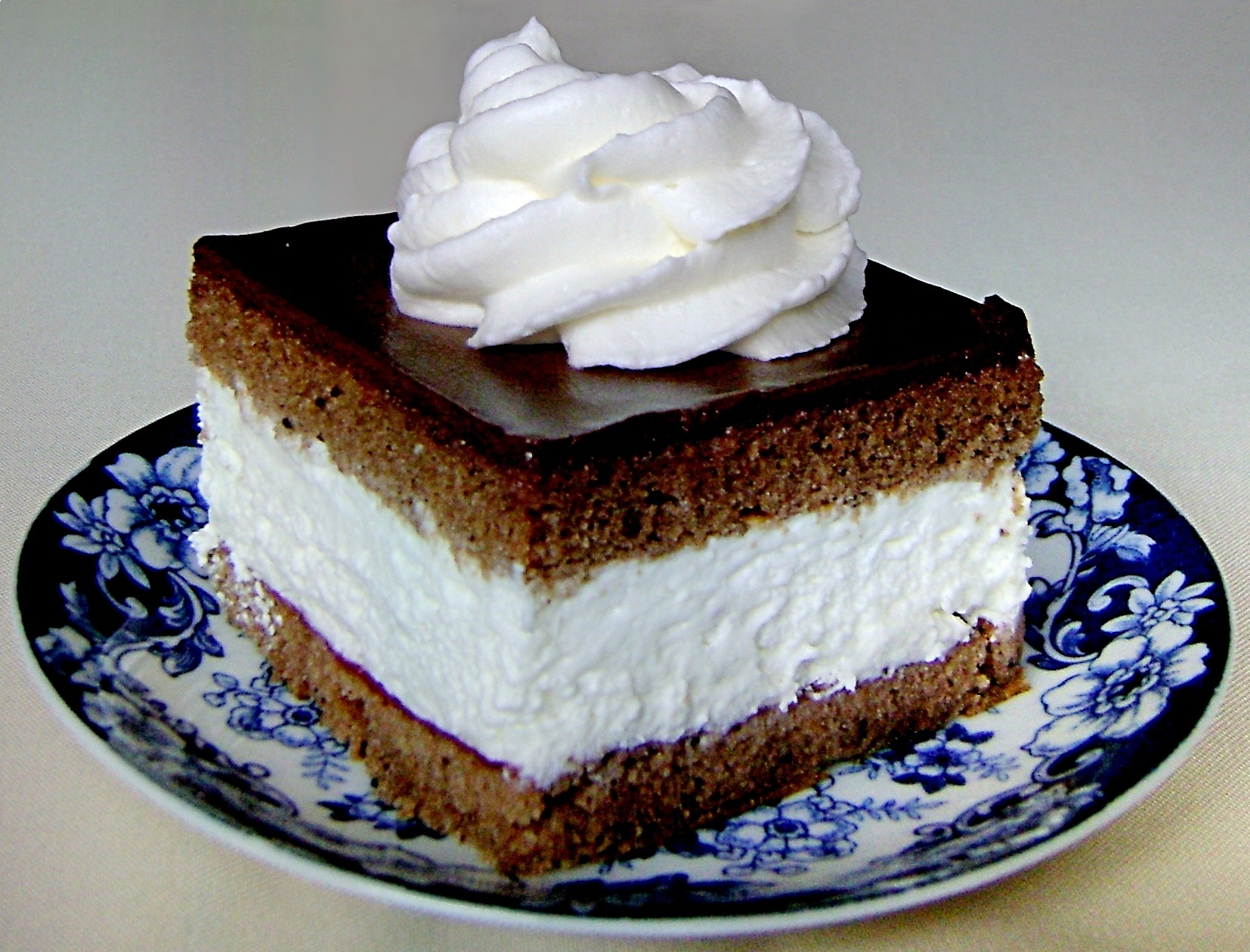
Bánh W - Z với kem

Wuzetka là một chiếc bánh kem sô cô la Ba Lan. Tên của nó bắt nguồn từ Warsaw WZ Route, nơi cửa hàng bánh đầu tiên bắt đầu bán món tráng miệng vào đầu những năm 1940 tọa lạc. Ban đầu món tráng miệng được phục vụ bởi các quán cà phê và nhà hàng, nhưng chẳng mấy chốc, nó đã trở thành món ăn làm tại nhà được yêu thích ở Ba Lan.
Wuzetka được làm bằng hai lớp bọt xốp sô cô la xếp lớp với mứt Ba Lan (gần như không bao giờ được làm từ trái cây họ cam quýt) hoặc mứt và kem đánh bông, phủ kem sô cô la và chấm kem.

## Lịch Sử
Món tráng miệng rất có thể bắt nguồn từ đầu những năm 1940 và 1950 tại một trong những cửa hàng đồ ngọt mới thành lập ở Warsaw. Tuy nhiên, nguồn gốc chính xác của cái tên còn gây tranh cãi; các nhà sử học và một số nguồn nhất định đồng ý rằng chiếc bánh có lẽ được đặt tên theo Đường Warsaw W-Z (Đường Đông Tây), chạy cạnh cửa hàng. Các nguồn khác nói rằng cái tên này xuất phát từ từ viết tắt "WZC", viết tắt của các Nhà máy bánh kẹo Warsaw (Warszawskie Zakłady Cukiernicze) hoặc cho thuật ngữ tiếng Ba Lan "bánh ngọt với sô cô la" (wypiek z czekoladą). Chữ viết tắt "WZK" của "bánh ngọt với kem" (wypiek z kremem) cũng là một khả năng.
Cửa hàng bánh kẹo rất có thể nằm ở đâu đó gần hoặc trong tòa nhà rạp chiếu phim "Kino Muranów" trên đường 5 Andersa, thuộc quận Muranów của Warsaw.

## Cách Làm
Hai lớp sô cô la hình vuông của bánh được làm từ bột mì, trứng, đường và ca cao. Hỗn hợp này được nướng trong lò ở 180 độ C (356 độ F) trong 20–30 phút. Các lớp nướng sau đó được nhúng và ngâm trong rượu Punch. Lớp trên cùng được phủ mỏng trong mứt cam, bột hoặc mứt, tiếp theo là lớp phủ socola dày. Nhân kem được làm từ 36% kem tươi, đường bột và gelatin. Theo truyền thống, chiếc bánh được phủ một lớp kem tươi.